# فرحة الزهراء
فرحة الزهراء هو أحد الأعياد عند بعض الشيعة الإثني عشرية. وهذا اليوم هو التاسع من ربيع الأول، ويحتفل الشيعة في هذا اليوم لإنه يوم تتويج المهدي (الإمام الثاني عشر عند الشيعة) بالإمامة. كما يعد البعض بأنه يوم مقتل عمر بن الخطاب وهذا ما يرده أهل السير والتواريخ. كما هناك اعتقاد بعضهم بأن في هذا اليوم يرفع القلم عن المعاصي وهو رأي مردود من قبل علماء الشیعة.

## آراء علماء الشيعة
إن المعروف عند كثير من الشيعة أن يوم التاسع من ربيع الأول هو يوم فرح وسرور، وذلك لورود روايات عن أهل البيت في فضل هذا اليوم، وثّقها بعض ضعّفها آخرون، واختلفوا فيه من ناحية علة المناسبة.
يعتقد العلامة الشيعي الشيخ المفيد بأن الرسول أمر بجعل هذا اليوم عيدا: «وفي اليوم التاسع منه يوم العيد الكبير وله شرح كبير في غير هذا الموضع، وعيّد فيه النبي (صلى الله عليه وآله) وأمر الناس أن يعيّدوا فيه.
لعل فرح الشيعة بذلك اليوم من جهة أن يمثل هذا اليوم أول يوم من إمامة الإمام المهدي باعتبار وفاة أبيه العسكري في الثامن من ربيع الأول، فتسلّم في هذا اليوم مهام الإمامة والولاية، وهو صاحب الدولة الكريمة وعلى يديه يسود العدل وينتصف المظلوم من الظالم فيكون يوماً مفرحاً للزهراء. فهو يوم عيد عند الشيعة الإثني عشرية.
ويعتقد الشيخ محمد الحسين آل كاشف الغطاء أنه احتمال أن يكون سبب فرحة الزهراء هو أن اليوم التاسع والعاشر من ربيع الأول هو يوم اقتران أبيها رسول الله بوالدتها خديجة الكبرى ولا شك أن الزهراء كانت تظهر الفرح والسرور بذلك اليوم من كل سنة، ويكون قد بقيت عادة إظهار هذا الفرح متوارثا عند مواليها من الشيعة في ذلك اليوم كل سنة، ولكن على مرور السنين جهلوا السبب ثم حوّره بعض الدساسين إلى غير وجهه الصحيح؛ وبقي الاسم عندهم وهو فرحة الزهراء والسبب مجهولاً.
ويعتقد البعض بأنه يوم مقتل عمر بن الخطاب. في حین یری الآخرون بأنه غير صحيح، وذلك لإجماع أهل التواريخ والسير، من الشيعة والسنّة على أنه قُتل في ذي الحجة.
بل قُتل في هذا اليوم عمر بن سعد بن أبي وقاص، وعمر كان قائد الجيش الأموي في معركة الطف التي قُتل فيها الحسين بن علي.
تعرف الاحتفالات بهذه المناسبة بالفارسية باسم عمركشان.
ويعتقد البعض بأن في هذا اليوم رفع المؤاخذة على المعاصي استنادا إلى حديث رفع القلم، لكن هذا ما يرده العلماء أساساً لأن الرواية غير معتبرة من حيث السند أولا، وثانيا أنّها مخالفة للكتاب والسنة.

## منع إقامة عمر كشان
خلال فترة قيادة سيد روح الله الخميني في إيران تم حظر احتفال «عمر كشان»، الذي كان يحتفل فيه المتطرفون الشيعة. وأدان وزير الداخلية آنذاك، علي أكبر محتشمي بور، منظمي الحفلات بشدة باعتبارها تسبب الاختلافات بين الشيعة والسنة.
وخلال السنوات الأخيرة أعلن موقع «بارس» التابع للجناح المحافظ في إيران بأنّ قوات الأمن والشرطة كُلفت بمنع إقامة هذه الاحتفالات لأنها «مزوّرة وغير أخلاقية ومخلّة بالوحدة».
واليوم، الكثير من المسلمين وحتى الشيعة يعتبرون بأن إقامة هذه الطقوس غير صحيحة ومثيرة للجدل بين المذاهب الإسلامية، وتضر وحدة المسلمين.

## انظر أیضًا
- أيام الشيعة الاثني عشرية

## وصلات خارجية
- رأي المراجع فيما يسمى فرحة الزهراء - الشيخ أسد محمد قصير